# Васильевский храм (Старица)
Церковь Василия Блаженного (Васильевский храм) — утраченный кладбищенский православный храм в городе Старица Тверской области. Разрушен в советское время.
Кладбищенская Васильевская церковь была построена в 1837 году (по некоторым данным в 1838 году) на средства Старицкого купца Василия Клушанцева. Храм имел три престола: во имя Василия Великого, Василия Блаженного и апостолов Петра и Павла (устроен в 1900 году).
В храме находилась почитаемая в народе Черниговская икона Божией Матери, написанная Иеродиаконом Германом в 1881 году.
В 1901 году причт храма состоял их священника и псаломщика.
В советское время храм был уничтожен. Находился на окраине города, в 100 метрах от Ржевского шоссе, сейчас в этом месте расположено кладбище.